# فیلیپسبورگ، میسوری
فیلیپسبورگ (به انگلیسی: Phillipsburg) یک روستا (ایالات متحده آمریکا) در ایالات متحده آمریکا است که در شهرستان لاکلد، میزوری واقع شده‌است.
 فیلیپسبورگ ۲٫۰۷ کیلومتر مربع مساحت و ۲۰۲ نفر جمعیت دارد و ۴۳۰ متر بالاتر از سطح دریا واقع شده‌است.